# Паралимпийский футбол

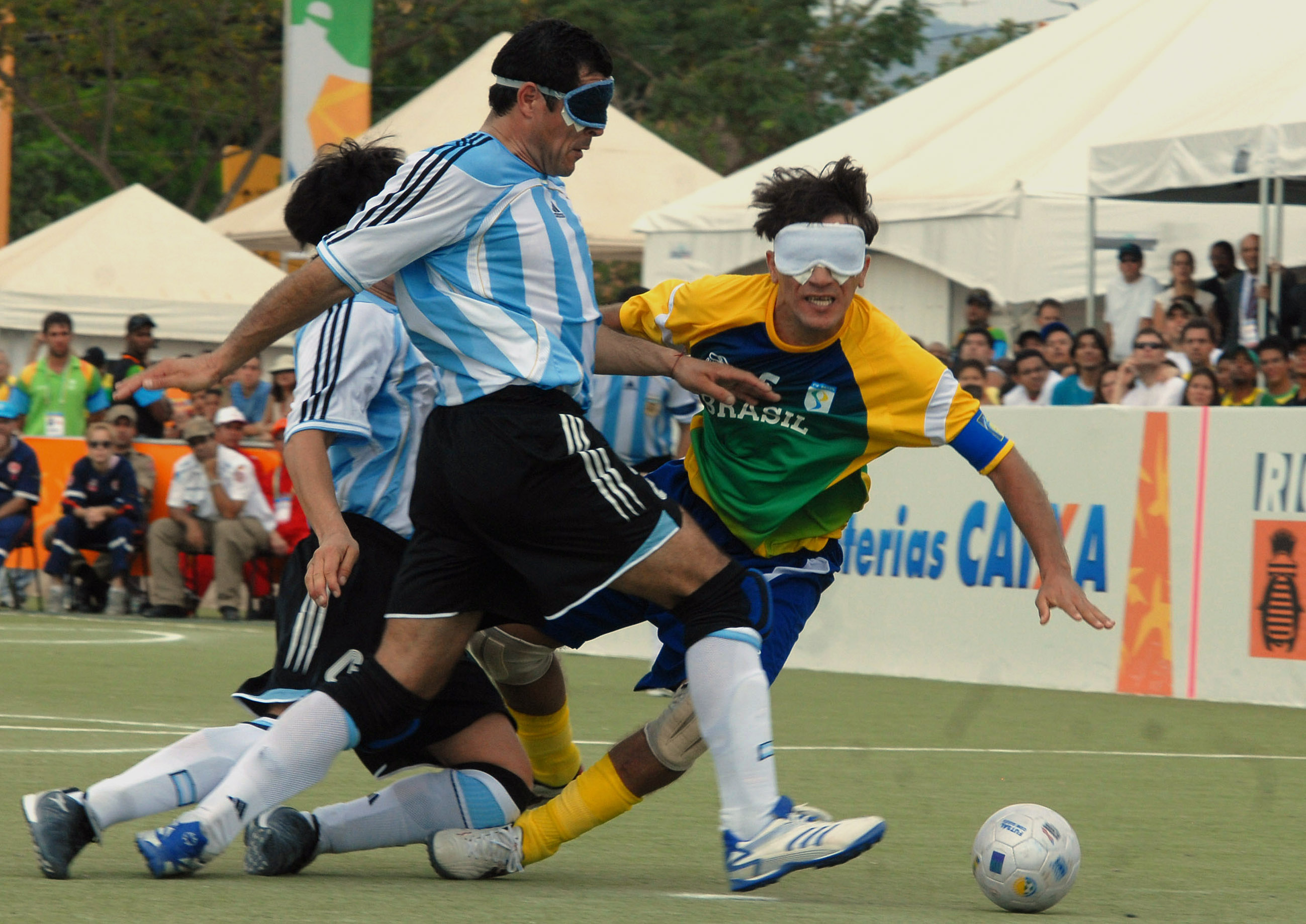
Матч Бразилия — Аргентина в формате 5×5 в рамках пара-Панамериканских игр

Паралимпийский футбол — паралимпийский вид спорта. Турниры, как правило, проводит Международная федерация футбола (ФИФА). Она проходит с изменениями в области правил, чтобы в игру могли играть спортсмены с ограниченными возможностями.
Двумя наиболее известными версиями паралимпийского футбола являются футбол, когда в поле играют 5 человек, для спортсменов с нарушениями зрения и футбол 7×7 для спортсменов с церебральным параличом.

## Футбол 5×5
Футбол 5×5, также известный как футзал и слепой футбол, — это адаптированный футбол для спортсменов с нарушениями зрения, включая слепоту. Он регулируется ИБЮА, играется с изменёнными правилами ФИФА. Игровое поле меньше, и окружено бортами. Команды состоят из пяти игроков, в том числе вратарь. Команда может использовать гида, чтобы он помогал игрокам. При касании мяча он издает шум, чтобы позволить игрокам найти его. Матчи состоят из двух 25-минутных таймов с десятиминутным перерывом.
Командам разрешается использовать наполовину зрячих вратарей, зрячие вратари не могут быть зарегистрированы в ФИФА.
Футбол 5×5 был разработан в Испании. Первый испанский национальный чемпионат состоялся 1986 году. Спорт был добавлен в Летние Паралимпийские игры в 2004 году.
Проводится по этому виду спорта и чемпионат мира. Бразилия выигрывала турнир в 1998, 2000, 2010 и 2014 годах, Аргентина выиграла в 2002 и 2006 годах.

## Футбол 7×7
Футбол 7×7, также известный как футбол ЦП — адаптированный футбол для лиц, у которых диагностированы церебральный паралич, инсульт или серьёзная черепно-мозговая травма. Этот вид футбола входит в программу Паралимпийских игр.

## Футбол для ампутантов
Вид спорта, в котором принимают участие ампутанты. Регулируется Международной федерацией футбола ампутантов, главное соревнование — Кубок мира по футболу среди ампутантов.